# Mönchbatyn Uranceceg
Mönchbatyn Uranceceg (mongolsky М. Уранцэцэг) nebo Uranceceg Mönchbatová (mongolsky Уранцэцэг Мөнхбат), (* 14. března 1990 v Bajan-Ovó, Mongolsko) je mongolská zápasnice. Věnuje se různým druhům zápasu – sambo, judo, kuraš a další.

## Sportovní kariéra
Je pokračovatelkou dlouhé rodinné zápasnické tradice. Od roku 2006 se připravuje Ulánbátaru. Mezi světovou špičkou superlehké váhy se pohybuje od roku 2010. V roce 2012 se účastnila olympijských her v Londýně. Ve druhém kole olympijského turnaje prohrála v prodloužení s Rumunkou Alinou Dumitruovou a obsadila 7. místo. V roce 2013 se stala první mongolskou mistryní světě v judu. Mimo juda se věnuje dalším zápasnickým stylům. Je mistryní světa v sambu a v kuraši. V roce 2016 startovala v judu na olympijských hrách v Riu jako světová jednička. Ve čtvrtfinále se jí však vymstila její multistylová zápasnická orientace. Ve třetí minutě v zápalu boje instinktivně chytila svojí soupeřku Jihokorejku Čong Po-kjong za nohu a byla diskvalifikována (hansokumake). Z oprav postoupila do boje o třetí místo, ve kterém však v závěrečných sekundách zaváhala a nechala se kontrovat Japonkou Ami Kondóovou na juko. Obsadila 5. místo.

### Vítězství ve SP
- 2010 - 2x světový pohár (Taškent, Suwon)
- 2011 - 1x světový pohár (Ulánbátar)
- 2013 - 2x světový pohár (Oberwart, Ulánbátar)
- 2014 - 3x světový pohár (Baku, Ulánbátar, Abú Dhabí)
- 2015 - 2x světový pohár (Taškent, Paříž), Masters (Rabat)
- 2016 - 1x světový pohár (Ulánbátar)

## Výsledky

### Judo
| Olympijské hry    | —   |     |     |     | 7. |    |     |     | 5. |  |  |  |  |  |  |  |  |  |  |  |  |
| Mistrovství světa |     | úč. | úč. | úč. |    | 1. | úč. | úč. |    |  |  |  |  |  |  |  |  |  |  |  |  |
| Asijské hry       |     |     | —   |     |    |    | 1.  |     |    |  |  |  |  |  |  |  |  |  |  |  |  |
| Mistrovství Asie  | —   | 3.  |     | úč. | 1. | 3. |     | 2.  | 2. |  |  |  |  |  |  |  |  |  |  |  |  |
| MS juniorů        | úč. |     |     |     |    |    |     |     |    |  |  |  |  |  |  |  |  |  |  |  |  |